# Lista de reis de Dassa-Zumé
Território localizado nos dias atuais em Benim.
Obá = Rei.
| Posse                         | Incumbente                                | Notas                                     |
| ----------------------------- | ----------------------------------------- | ----------------------------------------- |
| c.1600                        | Fundação do reino de Dassa                | Fundação do reino de Dassa                |
| c.1800                        | Conquista pelo Reino do Daomé             | Conquista pelo Reino do Daomé             |
| 1889                          | Protetorado francês independente do Daomé | Protetorado francês independente do Daomé |
| 1889 a????                    | Ajikin Zomaw                              |                                           |
| ???? a 1941                   | Abisi Oyo                                 |                                           |
| 13 Junho 1941 a 24 Julho 1942 | Awo Alagi                                 |                                           |
| 1942 a????                    | Bernardin Zomaw                           |                                           |